# Xếp hạng đại học quan hệ quốc tế Foreign Policy

Biểu trưng của tạp chí Foreign Policy

Inside the Ivory Tower (nghĩa đen: Bên trong Tháp ngà) là bảng xếp hạng các chương trình đại học tốt nhất thế giới về quan hệ quốc tế được công bố bởi tạp chí Foreign Policy phối hợp với Đại học William & Mary. Bảng xếp hạng dựa trên thông tin đầu vào từ "các học giả về quan hệ quốc tế đang công tác tại một trường đại học hoặc viện đại học, có liên kết với khoa chính trị học hoặc trường chính sách công, và đang giảng dạy hoặc tiến hành nghiên cứu về các vấn đề xuyên biên giới quốc tế."
Bảng xếp hạng đầu tiên được thực hiện vào năm 2004 và tập trung các trường đào tạo ngành quan hệ quốc tế ở bậc cao học tại Hoa Kỳ. Đến nay, bảng xếp hạng đã mở rộng và bao gồm các chương trình cử nhân và bên ngoài Hoa Kỳ. Bảng xếp hạng gần đây nhất được tiến hành vào năm 2018. Thứ hạng của trường đại học được xác định bởi tỷ lệ phần trăm người trả lời liệt kê một trường cụ thể.

## Bảng xếp hạng năm 2018

### Bậc cao học
| Xếp hạng | Trường Đại học                                                  | Tổng điểm phần trăm |
| -------- | --------------------------------------------------------------- | ------------------- |
| 1        | Đại học Georgetown (Trường Dịch vụ Đối ngoại Walsh)             | 60.53               |
| 2        | Đại học Harvard (Trường Quản lý Nhà nước Kennedy)               | 49.43               |
| 3        | Đại học Johns Hopkins (Trường Nghiên cứu Quốc tế Cấp cao Nitze) | 48.30               |
| 4        | Đại học Princeton (Trường Quan hệ Công vụ và Quốc tế Wilson)    | 37.58               |
| 5        | Đại học Columbia (Trường Quan hệ Quốc tế và Công chúng)         | 37.45               |
| 6        | Đại học Tufts (Trường Luật và Ngoại giao Fletcher)              | 30.90               |
| 7        | Đại học George Washington (Trường Ngoại vụ Elliott)             | 29.38               |
| 8        | Đại học American                                                | 21.06               |
| 9        | Trường Kinh tế và Khoa học Chính trị Luân Đôn                   | 18.16               |
| 10       | Đại học Chicago (Viện CIR)                                      | 13.75               |
| 11       | Đại học Stanford (Chương trình Chính sách Quốc tế Dorsey)       | 9.08                |
| 12       | Đại học Oxford                                                  | 8.07                |
| 13       | Đại học Yale                                                    | 7.82                |
| 14       | Đại học Denver                                                  | 7.31                |
| 15       | Đại học California tại San Diego                                | 5.42                |
| 16       | Đại học Syracuse (Trường Công dân và Công vụ Maxwell)           | 4.67                |
| 17       | Đại học Cambridge                                               | 3.78                |
| 18       | Viện Công nghệ Massachusetts                                    | 3.28                |
| 18       | Đại học Michigan                                                | 3.28                |
| 20       | Đại học California tại Berkeley                                 | 2.40                |
| 20       | Đại học Pittsburgh                                              | 2.40                |
| 22       | Đại học New York (Trung tâm Các vấn đề Toàn cầu)                | 2.14                |
| 22       | Viện Nghiên cứu Chính trị Paris                                 | 2.14                |
| 24       | Đại học Duke (Trường Chính sách công Sanford)                   | 1.77                |
| 25       | Đại học Luân Đôn (Trường Đông phương và Phi châu học)           | 1.53                |

### Bậc cử nhân
| Xếp hạng | Trường Đại học                                               | Tổng điểm phần trăm |
| -------- | ------------------------------------------------------------ | ------------------- |
| 1        | Đại học Harvard                                              | 51.10               |
| 2        | Đại học Princeton (Trường Quan hệ Công vụ và Quốc tế Wilson) | 49.14               |
| 3        | Đại học Stanford                                             | 41.67               |
| 4        | Đại học Georgetown (Trường Dịch vụ Đối ngoại Walsh)          | 39.46               |
| 5        | Đại học Columbia                                             | 32.97               |
| 6        | Đại học Yale                                                 | 21.08               |
| 7        | Đại học Chicago                                              | 20.96               |
| 8        | Đại học George Washington (Trường Ngoại vụ Elliott)          | 17.40               |
| 9        | Đại học American                                             | 15.20               |
| 10       | Đại học California tại Berkeley                              | 11.64               |
| 11       | Đại học California tại San Diego                             | 9.68                |
| 12       | Đại học Dartmouth                                            | 9.56                |
| 13       | Đại học Tufts                                                | 9.07                |
| 14       | Đại học Michigan                                             | 8.58                |
| 15       | Đại học Johns Hopkins                                        | 7.23                |
| 16       | Đại học William & Mary                                       | 6.86                |
| 17       | Viện Công nghệ Massachusetts                                 | 6.37                |
| 18       | Đại học Cornell                                              | 5.76                |
| 19       | Đại học Pennsylvania                                         | 4.53                |
| 19       | Đại học Tiểu bang Ohio                                       | 4.53                |
| 21       | Đại học Williams                                             | 3.68                |
| 22       | Đại học Brown (Viện Nghiên cứu Quốc tế Watson)               | 3.31                |
| 23       | Đại học Virginia                                             | 3.19                |
| 24       | Đại học Swarthmore                                           | 3.06                |
| 24       | Đại học California tại Los Angeles                           | 3.06                |